# Kaiserswerther Verband deutscher Diakonissen-Mutterhäuser
Der Kaiserswerther Verband deutscher Diakonissen-Mutterhäuser ist ein in Berlin angesiedelter Dachverband. Seine Rechtsform ist ein eingetragener Verein.

## Geschichte
Im Jahr 1861 wurde die Kaiserswerther Generalkonferenz als internationaler Zusammenschluss aller Diakonissenmutterhäuser gegründet, in der 13 Diakonissenmutterhäuser aus Europa mit insgesamt 700 Diakonissen zusammengeschlossen waren. 1909 waren es bereits 81 Mutterhäuser mit mehr als 18.000 Diakonissen.
Neben der Kaiserswerther Generalkonferenz bildeten sich ab 1876 regionale Konferenzen mit eigenen Tagungsrhythmen. Mit der Verabschiedung eines preußischen Krankenpflegegesetzes war 1907 der Impuls zur Gründung eines rein deutschen Verbandes gegeben, der ein einheitliches Vorgehen gegenüber der staatlichen Gesetzgebung koordinieren sollte. Die Gründung fand jedoch erst neun Jahre später statt. Ein wesentlicher Grund war die Entwicklung der Kriegskrankenpflege im Ersten Weltkrieg. Verantwortlich für die Koordinierung im evangelischen Bereich war der Johanniterorden, der Kaiserswerther Verbund und die großen Mutterhäuser spielten hier keine größere Rolle. Am 4. Dezember 1916 folgte die Gründung des Kaiserswerther Verband deutscher Diakonissen-Mutterhäuser e. V., kurz: Kaiserswerther Verband. Erster Vorsitzender wurde Theodor Hoppe vom Oberlinhaus in Potsdam-Nowawes.
Zurzeit sind im Verband 74 Diakonissenmutterhäuser zusammengeschlossen. Über die Kaiserswerther Generalkonferenz gehören 26 weitere internationale Diakonissenhäuser dazu.

## Liste der angeschlossenen Mutterhäuser
| Name                                                                 | Regionalkonferenz | Sitz               |
| -------------------------------------------------------------------- | ----------------- | ------------------ |
| Evangelische Diakonissenanstalt Augsburg                             | Südkonferenz      | Augsburg           |
| Waldecksches Diakonissenhaus Sophienheim                             | Westkonferenz     | Bad Arolsen        |
| Stiftung Diakoniewerk Friedenswarte                                  | Westkonferenz     | Bad Ems            |
| Stiftung kreuznacher diakonie                                        | Westkonferenz     | Bad Kreuznach      |
| Diakonissenmutterhaus Paul Gerhardt Stift zu Berlin                  | Ostkonferenz      | Berlin             |
| Evangelisches Diakoniewerk Königin Elisabeth                         | Ostkonferenz      | Berlin             |
| Evangelische Elisabeth Klinik                                        | Ostkonferenz      | Berlin             |
| Stiftung Diakonissenhaus Bethanien                                   | Ostkonferenz      | Berlin             |
| Stiftung Lazarus-Diakonie Berlin                                     | Ostkonferenz      | Berlin             |
| Adelberdt-Diakonissen-Stiftung Bielefeld                             | Westkonferenz     | Bielefeld          |
| Stiftung Sarepta - Sarepta Schwesternschaft                          | Westkonferenz     | Bielefeld          |
| Evangelisch-Lutherisches Diakonissenhaus Borsdorf                    | Ostkonferenz      | Borsdorf           |
| Evangelisch-Lutherisches Diakonissenanstalt Marienstift              | Nordkonferenz     | Braunschweig       |
| Evangelisches Diakonissenmutterhaus Bremen                           | Nordkonferenz     | Bremen             |
| Elisabeth-Gemeinschaft Darmstadt                                     | Südkonferenz      | Darmstadt          |
| Elisabethenstift                                                     | Südkonferenz      | Darmstadt          |
| Anhaltische Diakonissenanstalt                                       | Ostkonferenz      | Dessau             |
| diakonis – Stiftung Diakonissenhaus                                  | Westkonferenz     | Detmold            |
| Evangelisch-Lutherische Diakonissenanstalt Dresden                   | Ostkonferenz      | Dresden            |
| Evangelisches Diakoniewerk Bethanien Ducherow                        | Nordkonferenz     | Ducherow           |
| Kaiserswerther Diakonie                                              | Westkonferenz     | Düsseldorf         |
| Evangelisch-Lutherische Diakonissenhaus-Stiftung                     | Ostkonferenz      | Eisenach           |
| Evangelisch-Lutherische Diakonissenanstalt Flensburg                 | Nordkonferenz     | Flensburg          |
| Frankfurter Diakonissenhaus                                          | Südkonferenz      | Frankfurt am Main  |
| Freiburger Diakonissenhaus                                           | Südkonferenz      | Freiburg           |
| Stiftung Diakonissenhaus Friedenshort                                | Westkonferenz     | Freudenberg        |
| Diakonissen-Mutterhaus Genthin                                       | Nordkonferenz     | Genthin            |
| Diakonissenmutterhaus Ariel                                          | Nordkonferenz     | Göttingen-Weende   |
| Naemi-Wilke-Stift                                                    | Ostkonferenz      | Guben              |
| Diakonissen-Mutterhaus Cecilienstift                                 | Nordkonferenz     | Halberstadt        |
| Diakoniewerk Halle                                                   | Ostkonferenz      | Halle/Saale        |
| Diakoniewerk Jerusalem                                               | Nordkonferenz     | Hamburg            |
| Evangelisch-Lutherische Diakonissen-Mutterhaus Hamburg               | Nordkonferenz     | Hamburg            |
| Evangelisch-Lutherische Diakonissenanstalt Alten Eichen              | Nordkonferenz     | Hamburg            |
| Diakovere - Diakonissenmutterhaus Henriettenstiftung                 | Nordkonferenz     | Hannover           |
| Evangelische Diakonissenanstalt Karlsruhe-Rüppurr                    | Südkonferenz      | Karlsruhe          |
| Evangelisches Diakonissenhaus Bethlehem                              | Südkonferenz      | Karlsruhe          |
| Kurhessisches Diakonissenhaus Kassel                                 | Westkonferenz     | Kassel             |
| Diakonissenwerk Korbach                                              | Westkonferenz     | Korbach            |
| Stiftung Diakoniewerk Kropp                                          | Nordkonferenz     | Kropp              |
| Evangelisch-Lutherisches Diakonissenhaus Leipzig                     | Ostkonferenz      | Leipzig            |
| Stift Bethlehem                                                      | Nordkonferenz     | Ludwigslust        |
| Diakonie Stiftung Salem                                              | Westkonferenz     | Minden             |
| Diakonissenmutterhaus Münster                                        | Westkonferenz     | Münster            |
| Diakonie Neuendettelsau                                              | Südkonferenz      | Neuendettelsau     |
| Diakonissenanstalt EMMAUS                                            | Ostkonferenz      | Niesky             |
| Oldenburgisches Diakonissenhaus Elisabethstift                       | Nordkonferenz     | Oldenburg          |
| Verein Oberlinhaus                                                   | Ostkonferenz      | Potsdam-Babelsberg |
| Diakonische Stiftung Bethanien                                       | Nordkonferenz     | Quakenbrück        |
| Diakonie Görlitz-Hoyerswerda                                         | Ostkonferenz      | Reichenbach        |
| Evangelische Stiftung Tannenhof                                      | Westkonferenz     | Remscheid          |
| Evangelisch-Lutherisches Diakonissen-Mutterhaus Rotenburg            | Nordkonferenz     | Rotenburg (Wümme)  |
| Evangelisches Diakoniewerk Schwäbisch Hall                           | Südkonferenz      | Schwäbisch Hall    |
| Evangelisches Diakonissenhaus Nonnenweier                            | Südkonferenz      | Schwanau           |
| Diakonissen Speyer-Mannheim                                          | Südkonferenz      | Speyer             |
| Adelberdt-Diakonissen-Mutterhaus Kraschnitz                          | Ostkonferenz      | Stendal            |
| Diakonissenmutterhaus der Olgaschwestern in Stuttgart                | Südkonferenz      | Stuttgart          |
| Diakonissenanstalt Stuttgart                                         | Südkonferenz      | Stuttgart          |
| Evangelisches Diakonissenhaus Berlin Teltow Lehnin                   | Ostkonferenz      | Teltow             |
| Großheppacher Schwesternschaft                                       | Südkonferenz      | Weinstadt          |
| Evangelisches Diakonissenmutterhaus Frankenstein                     | Südkonferenz      | Wertheim           |
| Königsberger Diakonissen-Mutterhaus der Barmherzigkeit auf Altenberg | Westkonferenz     | Wetzlar            |
| Diakoniegemeinschaft Paulinenstift                                   | Südkonferenz      | Wiesbaden          |
| Diakoniewerk Ruhr Witten                                             | Westkonferenz     | Witten             |
| Bergische Diakonie Aprath                                            | Westkonferenz     | Wülfrath           |